# اوکیو ماتسوموتو
اوکیو ماتسوموتو (انگلیسی: Ukyo Matsumoto؛ زادهٔ ۲۷ دسامبر ۱۹۹۴) بازیگر اهل ژاپن است.